# Cratere Veta
Veta  è un cratere sulla superficie di Venere.